# Liste der Monuments historiques in Landes (Charente-Maritime)
Die Liste der Monuments historiques in Landes (Charente-Maritime) führt die Monuments historiques in der französischen Gemeinde Landes auf.

## Liste der Bauwerke
| Bezeichnung        | Beschreibung | Standort                     | Kennzeichnung | Schutzstatus   | Datum     | Bild           |
| ------------------ | --- | ---------------------------- | ------------- | -------------- | --------- | -------------- |
| Kirche St-Pierre   | ursprünglich romanische Kirche, 13. Jahrhundert, nach Brand im 14. Jahrhundert neu errichtet; Wandmalereien des 14. Jahrhunderts | (Lage)                       | PA00104780    | Classé Inscrit | 1903 1994 | weitere Bilder |
| Logis des Varennes | Herrenhaus, zweite Hälfte des 16. Jahrhunderts                                                                                   | 7, rue de la Fontaine (Lage) | PA00104781    | Inscrit        | 1948      |                |

## Liste der Objekte

### Kirche St-Pierre
| Bezeichnung | Beschreibung | Standort | Kennzeichnung | Schutzstatus | Datum | Bild           |
| ----------- | --- | -------- | ------------- | ------------ | ----- | -------------- |
| Wandgemälde | Motive: Annonciation; Visitation; Nativité; Baptême du Christ; scène de châsse; Mise au tombeau; saint; sainte; 14. Jahrhundert | (Lage)   | PM17000179    | Classé       | 1903  | weitere Bilder |
| Hochaltar   | Holz, farbig gefasst und vergoldet, 18. Jahrhundert                                                                             | (Lage)   | PM17000180    | Classé       | 1985  |                |
| Altar       | Altar mit Tabernakel; Holz, farbig gefasst und vergoldet, 18. Jahrhundert                                                       | (Lage)   | PM17001387    | Inscrit      | 1984  |                |
| Grabplatte  | Grabplatte für Jacquette Ramard; Stein, 1671                                                                                    | (Lage)   | PM17001388    | Inscrit      | 1984  |                |